# Archeophone
Archeophonen er en mekanisk og elektrisk afspiller, der er blevet brugt til at digitalisere voksvalser. Den er produceret i meget begrænset antal af franskmanden Henri Chamoux i 1998.  Statsbiblioteket i Aarhus har en sådan stående, som de bruger til at digitalisere den danske beholdning af fonograf-cylindere.

## Reference
1. ↑  http://www.archeophone.org/ (tilgået 26.10.16)